# Locate di Triulzi
Locate di Triulzi est une commune italienne de la ville métropolitaine de Milan, en Lombardie.

## Administration
| Période                                  | Période  | Identité             | Étiquette    | Qualité |
| ---------------------------------------- | -------- | -------------------- | ------------ | ------- |
| 14 juin 2004                             | En cours | Severino Carlo Preli | Lista Civica |         |
| Les données manquantes sont à compléter. |          |                      |              |         |

### Frazione
Gnignano, Moro.

### Communes limitrophes
San Donato Milanese, San Giuliano Milanese, Opera, Pieve Emanuele, Carpiano, Siziano.

### Évolution démographique
Habitants recensés